# West (Mississipi)
West és una població dels Estats Units a l'estat de Mississipi. Segons el cens del 2000 tenia 220 habitants.

## Demografia
Segons el cens del 2000, West tenia 220 habitants, 94 habitatges, i 64 famílies. La densitat de població era de 151,7 habitants per km².
Dels 94 habitatges en un 26,6% hi vivien nens de menys de 18 anys, en un 54,3% hi vivien parelles casades, en un 13,8% dones solteres, i en un 30,9% no eren unitats familiars. En el 29,8% dels habitatges hi vivien persones soles el 20,2% de les quals corresponia a persones de 65 anys o més que vivien soles. El nombre mitjà de persones vivint en cada habitatge era de 2,34 i el nombre mitjà de persones que vivien en cada família era de 2,88.
Per edats la població es repartia de la següent manera: un 22,7% tenia menys de 18 anys, un 7,7% entre 18 i 24, un 25,9% entre 25 i 44, un 18,6% de 45 a 60 i un 25% 65 anys o més.
L'edat mediana era de 40 anys. Per cada 100 dones de 18 o més anys hi havia 88,9 homes.
La renda mediana per habitatge era de 25.625 $ i la renda mediana per família de 45.625 $. Els homes tenien una renda mediana de 22.083 $ mentre que les dones 12.396 $. La renda per capita de la població era de 18.398 $. Entorn del 14,9% de les famílies i el 20,9% de la població estaven per davall del llindar de pobresa.

## Poblacions més properes
El següent diagrama mostra les poblacions més properes.